# Swissgrid
Swissgrid, con sede a Aarau e Prilly, è il gestore di rete di trasmissione svizzero. È soggetta al controllo della Commissione federale dell'energia elettrica ElCom.

## Storia
Swissgrid è stata fondata nel gennaio del 2005 dalle grandi aziende elettriche svizzere d'interconnessione, a seguito della liberalizzazione del mercato dell'energia elettrica. Dal 15 dicembre 2006 Swissgrid si occupava del coordinamento della rete di trasmissione (380/220 kV) già esistente della Svizzera, che fino a quel momento era composta da otto zone di regolazione. Con il passaggio da otto a una zona di regolazione per tutta la Svizzera nella notte tra il 31 dicembre 2008 e il 1º gennaio 2009, Swissgrid assunse la gestione dell'intera rete ad altissima tensione lunga complessivamente 6700 chilometri.
Con l'iscrizione nel registro di commercio il 3 gennaio 2013, Swissgrid divenne la nuova proprietaria della rete di trasmissione svizzera. Da allora Swissgrid, la società di rete nazionale, non solo è responsabile della gestione della rete di trasmissione, ma anche della manutenzione, del rinnovo e del potenziamento. In questo modo viene soddisfatta la prescrizione di legge in base alla quale le aziende elettriche avrebbero dovuto trasferire a Swissgrid la rete di trasmissione entro il 1º gennaio 2013.

## Organizzazione
Swissgrid conta quattro settori aziendali: Grid Infrastructure, Market, Technology e Corporate Services. I membri della Direzione sono:
- Yves Zumwald, CEO
- Doris Barnert, Responsabile Corporate Services / CFO
- Maurice Dierick, Responsabile Market e Responsabile Grid Infrastructure a.i.
- Rainer Mühlberger, Responsabile Technology

La Legge federale sull'approvvigionamento elettrico stabilisce che la maggioranza dei socie il presidente del Consiglio di amministrazione, nonché i membri della Direzione, non possano appartenere ad organi di persone giuridiche, non devono esercitare attività nei settori della produzione e della commercializzazione di elettricità e non devono avere rapporti di servizio con tali persone giuridiche. Attualmente il Consiglio di amministrazione è composto da cinque membri indipendenti dal settore e da quattro rappresentanti di settore. Il presidente del Consiglio di amministrazione viene nominato tra i membri indipendenti.

## Azionisti
- BKW Netzbeteiligung AG 36,3 %
- Axpo Power AG 22,8 %
- Axpo Solutions AG 8,8 %
- Elektrizitätswerk der Stadt Zürich (EWZ) 8,8 %
- SIRESO Société d’Investissement de Suisse occidentale SA 5,3 %
- Centralschweizerische Kraftwerke AG 4,2 %
- Kraftwerke Hinterrhein AG 1,9 %
- Azienda Elettrica Ticinese (AET) 1,7 %
- Officine idroelettriche della Maggia SA (Ofima) 1,6 %
- Kraftwerke Linth-Limmern AG 1,5 %
- SN Energie AG 1,3 %
- Forces Motrices Valaisannes SA (FMV) 1,1 %
- Industrielle Werke Basel (IWB) 0,8 %
- Forces Motrices de Mauvoisin S.A. 0,8 %
- EnAlpin AG 0,7 %
- Officine Idroelettriche di Blenio SA (Ofible) 0,5 %
- Kraftwerke Oberhasli AG 0,4 %
- Aziende Industriali di Lugano SA (AIL) 0,4 %
- Kraftwerke Mattmark AG 0,4 %
- Nant de Drance SA 0.3 %
- Elektrizitätswerk Obwalden 0,2 %
- Engadiner Kraftwerke AG 0,1 %
- Kraftwerke Vorderrhein AG 0,1 %
- General Electric Technology GmbH 0,1 %
- Kraftwerke Sarganserland AG (KSL) <0,1 %
- AEK Energie AG <0,1 %
- Aare Versorgungs AG (AVAG) <0,1 %
- Alpiq Suisse SA <0,1 %
- Electra-Massa AG <0,1 %
- Forces Motrices Hongrin-Léman S.A. (FMHL) <0,1 %
- Grande Dixence SA <0,1 %
- Repower AG <0,1 %

## Collaborazioni
Nell'ambito dello scambio di energia elettrica europeo, l'azienda è membro del sistema associativo europeo «Union for the Co-ordination of Transmission of Electricity» (UCTE - Unione per il Coordinamento del Trasporto di Elettricità) e dell'organizzazione dei gestori delle reti di trasmissione europee (European Transmission System Operators, ETSO). Entrambe nel frattempo sono confluite nell'European Network of Transmission System Operators for Electricity (ENTSO-E), fondato a Praga nel dicembre del 2008 e che ha iniziato la sua attività operativa nell'estate del 2009.
Inoltre Swissgrid è membro del TSO Security Cooperation (TSC) e da novembre 2010 è azionista della Capacity Allocation Service Company (CASC).

## Indicatori della rete di trasmissione svizzera
La rete di trasmissione svizzera lunga 6700 km opera con tensioni d'esercizio di 220 Kilovolt e 380 Kilovolt a una frequenza di 50 Hertz. Dispone di 145 impianti di smistamento e 1 200O piloni elettrici.

## Rimunerazione per l'immissione di energia a copertura dei costi (Pronovo)
A maggio 2017 l'elettorato svizzero ha approvato la Legge sull'energia (Lene), che è entrata in vigore il 1º gennaio 2018. La legge impone, tra le altre cose, di separare in un organo di esecuzione autonomo l'esecuzione dell'incasso del supplemento di rete, della rimunerazione RIC e della rimunerazione unica nonché l'emissione di garanzie di origine. Swissgrid è stata direttamente responsabile di queste attività come ente certificatore accreditato dal 2007 su incarico della Confederazione.
L'azienda, ora iscritta nel registro di commercio del Canton Argovia come Pronovo SA, è una società interamente affiliata a Swissgrid ed è soggetta alla supervisione dell'Ufficio federale dell'energia (UFE). La società affiliata con 60 collaboratori si trova nell'attuale sede di Frick (AG). L'organo di esecuzione ha iniziato l'attività operativa dal 3 gennaio 2018 con un profilo d'incarico invariato.